# Huta Barbara
Huta Barbara – część wsi Przygórze w Polsce, położona w województwie dolnośląskim, w powiecie kłodzkim, w gminie Nowa Ruda, w Sudetach Środkowych.
W latach 1975–1998 Huta Barbara administracyjnie należała do województwa wałbrzyskiego.